# Baltazaria ornaticeps
Baltazaria ornaticeps is een insect dat behoort tot de orde vliesvleugeligen (Hymenoptera) en de familie van de gewone sluipwespen (Ichneumonidae). De wetenschappelijke naam van de soort werd in 1886 gepubliceerd door Cameron.